# مغارة قاديشا
مغارة قاديشا مغارة لبنانية قريبة من غابة الأرز، عند بلدة بشري بشمال لبنان، وتطل على وادي قاديشا الذي يخترقه النهر الذي يحمل اسمه قبل أن يعرف عند اقترابه من مصبه عند مدينة طرابلس بنهر أبو علي.

## اكتشافها
اكتشفها الراهب يوحنا بركات المزوق رحمة، الذي كان يعيش حياة تقشفية ونسكية في دير مار يوسف بمحلة الظهر - بشري، حيث لاحظ خروج الهواء البارد منها، غير أنه أخفق في دخولها. ثم تشكلت لجنة محلية للكشف عن المغارة، وتمكن أحد أعضاء اللجنة من دخولها، تلاه باقي الأفراد، حيث اكتشفوا مناظر ساحرة من نحت الطبيعة. ولاحقا أنيرت المغارة بالمصابيح، وبعد افتتاح معمل قاديشا الكهربائي أنيرت بالكهرباء، وتسلمتها بلدية بشري منذ عام 1935.